# Катлер, Дэйв
Дэйв Катлер (р. 13 марта 1942) — американский инженер-программист, дизайнер и разработчик нескольких операционных систем, включая RSX-11M, VMS и VAXELN в Digital Equipment Corporation и Windows NT корпорации Майкрософт.

## Биография
Дэвид Катлер родился в городе Лансинг, штат Мичиган. После окончания колледжа в 1965 году Катлер перешёл на работу в DuPont. Одной из его задач была разработка и запуск компьютерных симуляций. Он проявлял интерес к операционным системам и оставил DuPont, продолжив изучение этого вопроса.
Карьера Катлера в области программного обеспечения началась в небольшой компании, которую он же и основал. Он занимался разработкой программного обеспечения для LINC и PDP-8 компьютеров.
Катлер получил более 20 патентов и является профессором кафедры компьютерных наук в Университете Вашингтона.
Дэвид Катлер подытожил свою собственную карьеру в предисловии к изданию Inside Windows NT.
По состоянию на январь 2012 года, пресс-секретарь Microsoft подтвердила, что Катлер больше не работает на Windows Azure, а присоединился к команде Xbox.